# Garrulus
A Garrulus a madarak (Aves) osztályának verébalakúak (Passeriformes) rendjébe, ezen belül a varjúfélék (Corvidae) családjába tartozó nem.

## Rendszerezésük
A nemet Mathurin Jacques Brisson francia zoológus írta le 1760-ban, az alábbi fajok tartoznak ide:
- szajkó (Garrulus glandarius)
- csíkos szajkó (Garrulus lanceolatus)
- kékfejű szajkó (Garrulus lidthi)

## Előfordulásuk
A szajkó Európában, Ázsiában és Afrika északnyugati részén honos, a másik két faj pedig csak Ázsiában.

## Megjelenésük
Testhosszuk 33-38 centiméter körüli.